# Yrjö Hakanen

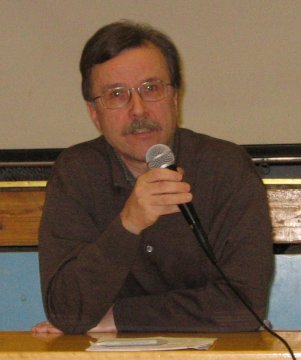
Yrjö Hakanen, 2007

Yrjö Hakanen (* 24. August 1952 in Helsinki) ist ein finnischer Politiker. Von 1990 bis 2013 war er Vorsitzender der Kommunistischen Partei Finnlands (SKP). Seit 2004 ist er Abgeordneter im Helsinkier Stadtrat.
Hakanens politische Karriere begann in den 1970er Jahren in der alten Kommunistischen Partei Finnlands, die 1918 in Moskau gegründet wurde. Außerdem wurde er Vorsitzender des Sozialistischen Studentenbundes SOL und war Mitglied im Zentralkomitee der SKP. Die alte SKP löste sich um 1990 auf, bereits 1986 hatte sich jedoch mit der Kommunistischen Partei Finnlands (Einheit) (SKPy) eine Abspaltung gebildet, der auch Hakanen beitrat, nachdem er auch kurze Zeit Mitglied in der Demokratischen Alternative war. 1990 wurde er als Nachfolger von Esko-Juhani Tennilä Parteivorsitzender, 1994 wurde die SKPy in ihren heutigen Namen umbenannt. 2004, 2008 und 2012 wurde Hakanen in den Stadtrat von Helsinki gewählt. Dabei konnte er seine Stimmzahl bei der Wahl 2008 auf 1451 verdoppeln, 2012 erhielt er 1622 Stimmen. Nachdem er Anfang 2013 seinen Rücktritt als Parteivorsitzender der SKP angekündigt hatte, wurde im Juni 2013 Juha-Pekka Väisänen zu seinem Nachfolger gewählt.